# Kolonka (Rumburk)
Kolonka je místní část Rumburka vystavěná v letech 1938-1939 nedaleko vlakového nádraží, která sloužila k ubytování zaměstnanců drah.
Mezi ulicemi Novákova a Dominova bylo postaveno 17 dvoupatrových bytových domů jednotného typu podle německé výkresové dokumentace. Tyto domy byly určeny pro níže postavené zaměstnance železnic a jejich rodiny. Pro drážní úředníky byly postaveny rodinné domky také jednotného typu, v ulicích Dominova a Koperníkova. Podobné kolonie domů stejného typu z tohoto období můžeme nalézt v dalších městech, a to jak v Čechách (např. Lovosice), tak i v Německu.
Zajímavostí byly sluneční hodiny na fasádě domu na rohu ulic Železničářů a Novákova, při zateplování domu však byly odstraněny.